# David Yost
David Harold Yost (Council Bluffs, Iowa, 7 de enero de 1969) es un actor y productor estadounidense, conocido sobre todo por su papel en la serie televisiva Mighty Morphin Power Rangers (1993-1995).

## Primeros años
Yost nació en Council Bluffs, Iowa. De niño se mudó varias veces alrededor de Estados Unidos, participando en competencias de gimnasia, ganando torneos estatales en Iowa y Montana. En 1987 terminó la escuela secundaria en la Amador Valley High School, en Pleasanton, California. En 1991 Yost se graduó de la Graceland University, en Lamoni, Iowa, con un título en Comunicaciones y Arte Dramático.

## Carrera
En 1993, Yost ingresó en la serie Power Rangers, siendo su personaje Billy Cranston, el Mighty Morphin Blue Ranger. Después de estar en las cuatro primeras temporadas, David se retiró de la actuación.
Renunció a la serie, explicándose la salida de su personaje en la historia con un viaje al planeta de los Alien Rangers para sanar de un mal sin cura en la Tierra, y que luego decidiría quedarse en ese planeta, donde pondría sus conocimientos al servicio de la raza. Posteriormente, revelaría que su salida de la serie sucedió cuando el resto del elenco y otros involucrados en la serie se enteraron de su orientación sexual, lo que le acarreó conflictos, discriminación y situaciones de intolerancia con el equipo del programa.
En Power Rangers Dino Thunder, en el episodio "Legado de poder", se hace una mención a su personaje.
En años posteriores ejerció como productor en series, películas y programas como Alien Hunter y La isla de la tentación.
En 2023, co-protagonizó el especial de Netflix Power Rangers: Ayer, hoy y siempre, regresando como Billy Cranston, el Mighty Morphin Blue Ranger, durante la conmemoración de los 30 años de la franquicia. Durante el especial oficia de líder del equipo y la trama gira en gran parte alrededor de él.

## Filmografía

### Cine
| Año  | Título                                             | Rol                                                 | Notas                                       |
| ---- | -------------------------------------------------- | --------------------------------------------------- | ------------------------------------------- |
| 1995 | Power Rangers: la película                         | William "Billy" Cranston/Mighty Morphin Blue Ranger |                                             |
| 1996 | Scene of the Crime                                 | Josh White                                          | Película para televisión                    |
| 2000 | After Diff'rent Strokes: When the Laughter Stopped | Fotógrafo de Playboy                                | Película para televisión Productor asociado |
| 2003 | Alien Hunter                                       |                                                     | Productor                                   |
| 2010 | Degenerate                                         | Marcus                                              | Película para televisión                    |
| 2010 | Who Ever Told You It Was Okay to Dream Anyway...?  | Padre en la mesa de pícnic                          | Cortometraje                                |
| 2017 | The Order                                          | James                                               |                                             |
| 2023 | Power Rangers: Ayer, hoy y siempre                 | William "Billy" Cranston/Mighty Morphin Blue Ranger | Especial de Netflix                         |

### Televisión
| Año       | Título                               | Rol                                  | Notas                  |
| --------- | ------------------------------------ | ------------------------------------ | ---------------------- |
| 1993-1995 | Mighty Morphin Power Rangers         | William "Billy" Cranston/Ranger Azul | 154 episodios          |
| 1996      | Power Rangers Zeo                    | William "Billy" Cranston             | 43 episodios           |
| 2000      | The Mary Kay Letourneau Story        |                                      | Productor asociado     |
| 2001      | Temptation Island                    |                                      | Productor asociado     |
| 2004      | You Are What You Eat                 |                                      | Productor de campo     |
| 2010      | The Real Housewives of Beverly Hills |                                      | Productor de segmentos |